# Sierra de Francia
 (juin 2024).
Si vous disposez d'ouvrages ou d'articles de référence ou si vous connaissez des sites web de qualité traitant du thème abordé ici, merci de compléter l'article en donnant les références utiles à sa vérifiabilité et en les liant à la section « Notes et références ».
La sierra de Francia est un contrefort du Système central dans la province de Salamanque, Castille-et-León, Espagne. Il s'agit d'une comarque avec un fort patrimoine historique. Ses limites ne correspondent pas à une administration territoriale stricte.

## Géographie
La sierra de Francia est située au sud de la province de Salamanque et a une superficie de 630,84 km2, c'est une subdivision du Système central. Ses paysages se caractérisent par une grande présence de monts énormément boisés et de vallées irriguées par de très nombreuses rivières et cours d'eau.

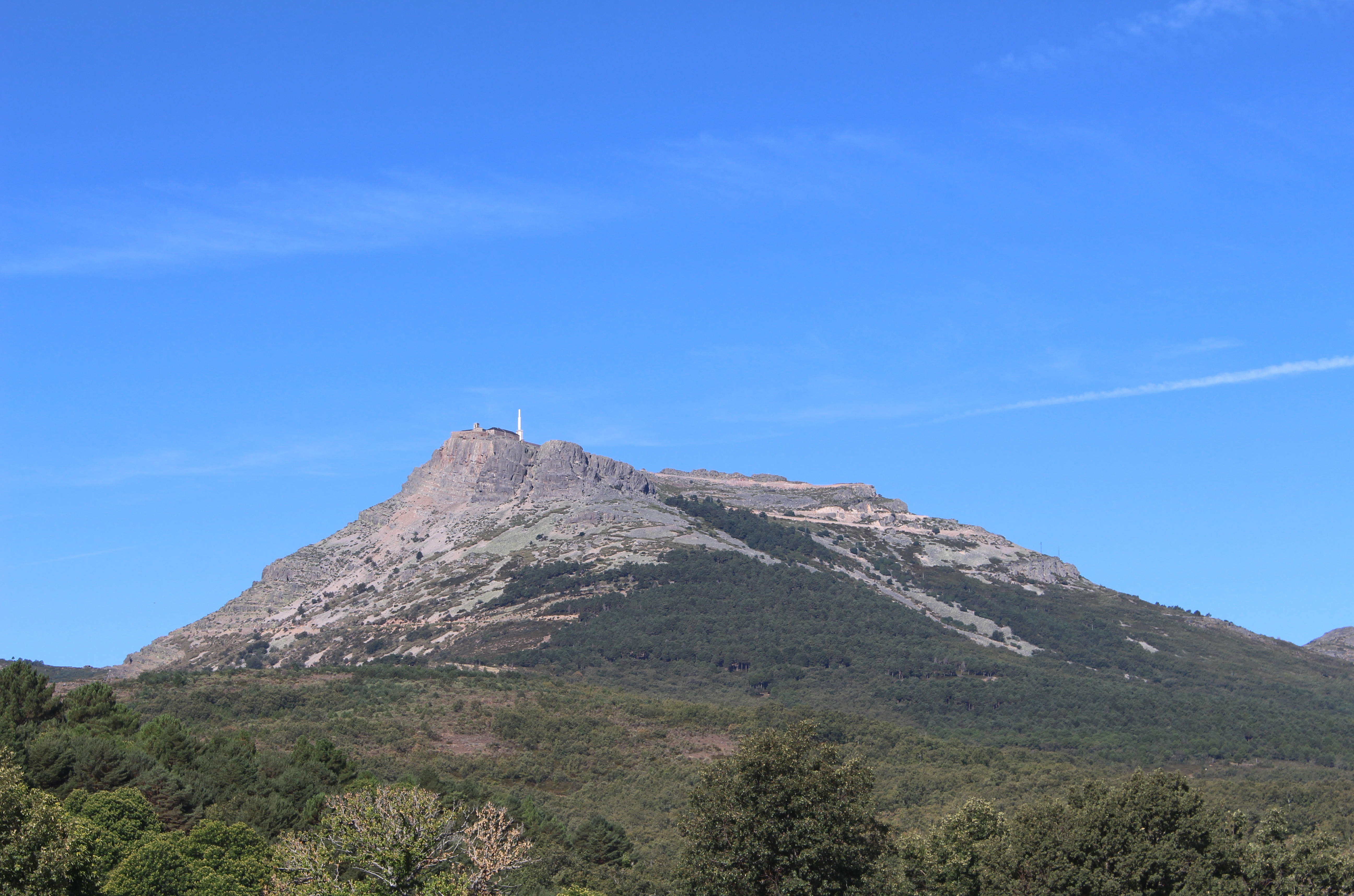
Peña de Francia.

Le plus haut sommet de la sierra est le pic de La Hastiala (1 735 mètres), situé sur les communes de Monsagro et El Maíllo, mais le plus célèbre est la Peña de Francia (1 727 mètres) qui se trouve sur les communes de El Cabaco et Monsagro et au sommet de laquelle se trouvent le sanctuaire Notre-Dame-du-Rocher-de-France, une antenne-relais de télévision de RTVE et un point d'observation sur la Sierra de Francia. D'autres sommets notables sont la Mesa del Francés (« Table du Français ») (1 638 mètres) et le pic Robledo (1 614 mètres).
La comarque de la Sierra de Francia est composée de 32 communes : Aldeanueva de la Sierra, Cepeda, Cereceda de la Sierra, Cilleros de la Bastida, El Cabaco, El Maíllo, El Tornadizo, Escurial de la Sierra, Garcibuey, Herguijuela de la Sierra, La Alberca, La Bastida, La Rinconada de la Sierra, Las Casas del Conde, Linares de Riofrío, Madroñal, Miranda del Castañar, Mogarraz, Molinillo, Monforte de la Sierra, Nava de Francia, Navarredonda de la Rinconada, Pinedas, San Esteban de la Sierra, San Martín del Castañar, San Miguel de Valero, San Miguel del Robledo, Santibáñez de la Sierra, Sequeros, Sotoserrano, Valero et Villanueva del Conde.
On considère La Alberca comme le centre névralgique ou chef-lieu de la sierra et certaines communes sont intégrées également (entièrement ou partiellement) dans le parc naturel de Las Batuecas-Sierra de Francia. La partie nord de la comarque est connue sous l'appellation de Sierra de Quilamas.

## Liste des communes

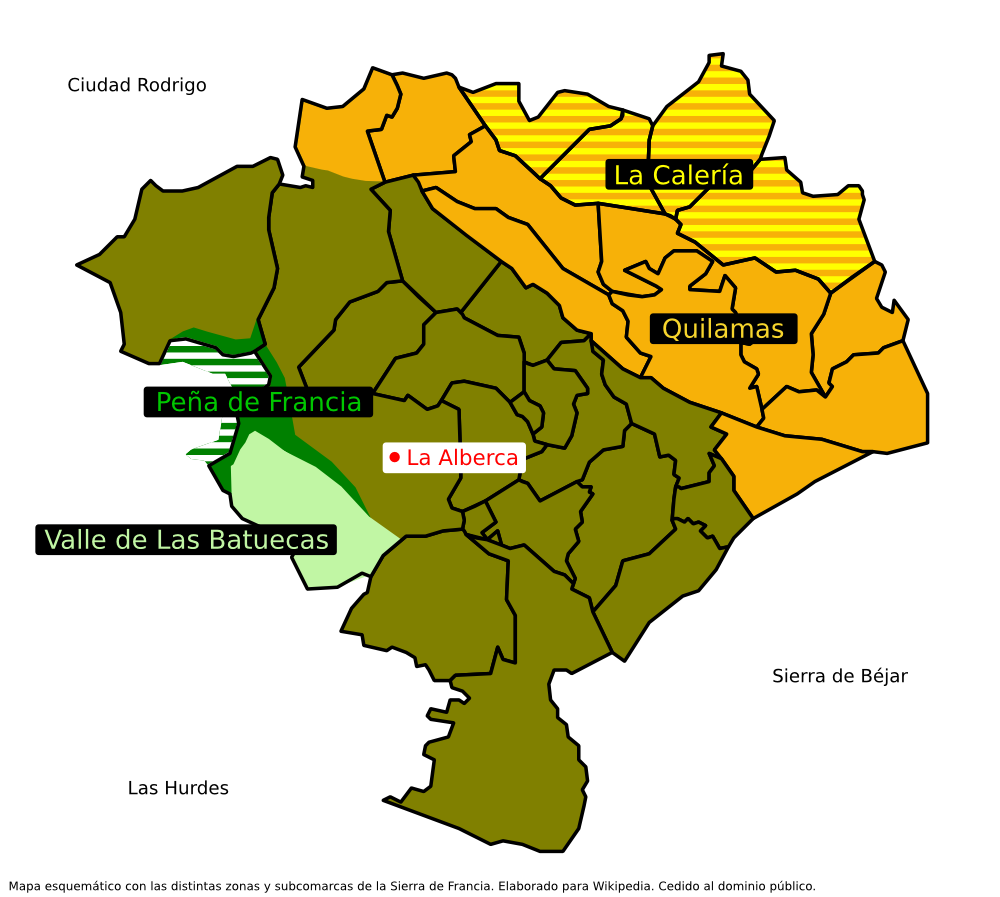
Plan des zones et divisions de la Sierra de Francia

Liste des 32 communes de la comarque de Sierra de Francia par ordre alphabétique, avec leur code postal principal. Ainsi que leur gentilé, la superficie, population (recensement 2019) et l'appartenance a leur mancommunauté.
| A - C - E - G - H - L - M - N - P - S - V |

| Code Postal | Commune                      | Gentilé       | Superficie (km²) | Altitude (m) | Population (2019) | Mancomunidad       |
| ----------- | ---------------------------- | ------------- | ---------------- | ------------ | ----------------- | ------------------ |
| A           |                              |               |                  |              |                   |                    |
| 37691       | Aldeanueva de la Sierra      | Colambrero    | 14.51            | 981          | 115               | Las Dehesas        |
| C           |                              |               |                  |              |                   |                    |
| 37656       | Cepeda                       | Cepeano       | 10.73            | 633          | 311               | Sierra de Francia  |
| 37621       | Cereceda de la Sierra        | Cerecedano    | 15.48            | 981          | 64                | Las Dehesas        |
| 37692       | Cilleros de la Bastida       | Cillerano     | 16.97            | 1067         | 26                | Las Dehesas        |
| E           |                              |               |                  |              |                   |                    |
| 37620       | El Cabaco                    | Cabaqueño     | 47.35            | 958          | 221               | Las Dehesas        |
| 37621       | El Maíllo                    | Maillense     | 46.27            | 985          | 260               | Las Dehesas        |
| 37765       | El Tornadizo                 |               | 11.44            | 887          | 93                | Entresierras       |
| 37762       | Escurial de la Sierra        | Esculiarense  | 20.97            | 963          | 239               | Las Dehesas        |
| G           |                              |               |                  |              |                   |                    |
| 37658       | Garcibuey                    | Garcibueño    | 12.51            | 691          | 183               | Sierra de Francia  |
| H           |                              |               |                  |              |                   |                    |
| 37619       | Herguijuela de la Sierra     | Herguijueleño | 31.52            | 648          | 250               | Sierra de Francia  |
| L           |                              |               |                  |              |                   |                    |
| 37624       | La Alberca                   | Albercano     | 60.73            | 1048         | 1081              | Sierra de Francia  |
| 37692       | La Bastida                   | Bastidense    | 18.53            | 1114         | 28                | Las Dehesas        |
| 37607       | La Rinconada de la Sierra    | Rinconadiense | 13.06            | 1000         | 112               | Las Dehesas        |
| 37659       | Las Casas del Conde          | Casacondeño   | 1.26             | 720          | 69                | Sierra de Francia  |
| 37760       | Linares de Riofrío           | Linarense     | 27.90            | 956          | 949               | Linares de Riofrío |
| M           |                              |               |                  |              |                   |                    |
| 37619       | Madroñal                     | Madrolañejo   | 1.61             | 630          | 142               | Sierra de Francia  |
| 7660        | Miranda del Castañar         | Mirandeño     | 21.07            | 649          | 402               | Sierra de Francia  |
| 37610       | Mogarraz                     | Mogarreño     | 9.05             | 766          | 277               | Sierra de Francia  |
| 37683       | Molinillo                    | Molinillense  | 6.79             | 723          | 39                | Embalse de Béjar   |
| 37618       | Monforte de la Sierra        | Monforteño    | 4.36             | 839          | 70                | Sierra de Francia  |
| N           |                              |               |                  |              |                   |                    |
| 37659       | Nava de Francia              |               | 16.51            | 1041         | 126               | Las Dehesas        |
| 37607       | Navarredonda de la Rinconada | Calero        | 13.12            | 1026         | 169               | Sierra de Francia  |
| P           |                              |               |                  |              |                   |                    |
| 37712       | Pinedas                      | Penedano      | 17.00            | 793          | 107               | Ruta de la Plata   |
| S           |                              |               |                  |              |                   |                    |
| 37671       | San Esteban de la Sierra     | Brebero       | 20.83            | 623          | 343               | Entresierras       |
| 37659       | San Martín del Castañar      | Sanmartinejo  | 15.50            | 834          | 223               | Sierra de Francia  |
| 37763       | San Miguel de Valero         | Sanmigueleño  | 28.55            | 960          | 334               | Entresierras       |
| 37694       | San Miguel del Robledo       | Sanmiguelero  | 10.39            | 1030         | 56                | Sierra de Francia  |
| 37670       | Santibáñez de la Sierra      | Santibañejo   | 13.61            | 611          | 180               | Embalse de Béjar   |
| 37650       | Sequeros                     | Sequereño     | 6.27             | 930          | 237               | Sierra de Francia  |
| 37657       | Sotoserrano                  | Soteño        | 57.69            | 522          | 573               | Sierra de Francia  |
| V           |                              |               |                  |              |                   |                    |
| 37764       | Valero                       | Valerano      | 26.27            | 584          | 330               | Sierra de Francia  |
| 37658       | Villanueva del Conde         |               | 12.99            | 801          | 173               | Sierra de Francia  |

La répartition des communes en fonction de leurs superficies (km²) est la suivante :
| Nombre de communes | 3 | 5 | 9 | 6 | 7 | 2 |

La répartition des communes en fonction de leurs altitudes est la suivante :
| Nombre de communes | 2 | 7 | 4 | 3 | 8 | 8 |

## Zones limitrophes
| Nord-ouest : Terrain du Yeltes               | Nord : Terrain de Salamanque                      | Nord-est : Entresierras   |
| Ouest : Terrain d'Agadones                   | Sierra de Francia                                 | Est : Sierra de Béjar     |
| Sud-ouest : Les Hurdes (Province de Cáceres) | Sud : Terrain de Granadilla (Province de Cáceres) | Sud-est : Sierra de Béjar |

## Hydrographie
La sierra de Francia est traversée par de nombreux cours d'eau : le plus important, le rio Alagón, et aussi le rio Ladrillar, le rio Francia, le rio Cuerpo de Hombre et le rio Quilamas.

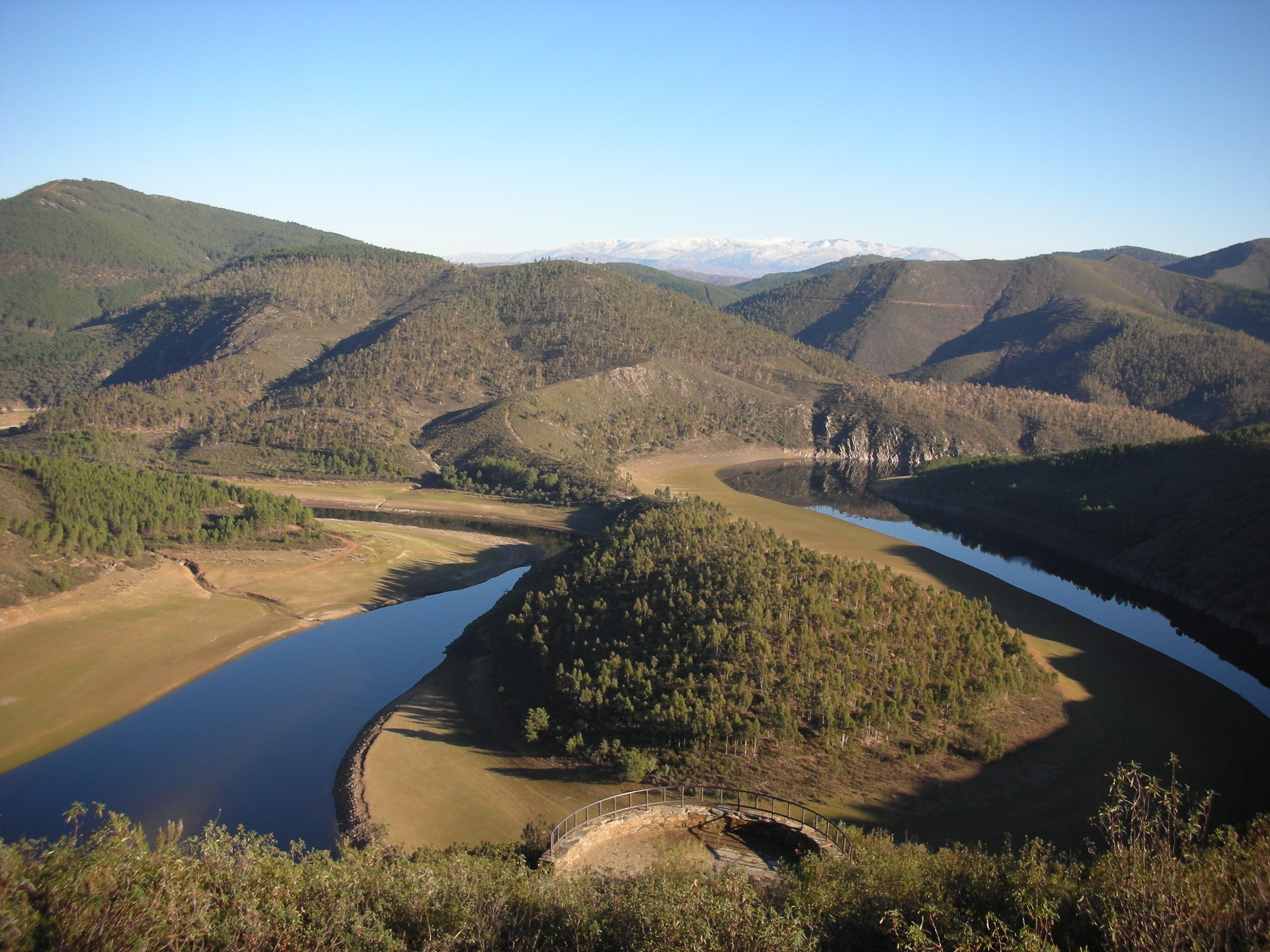
Rio Alagón.
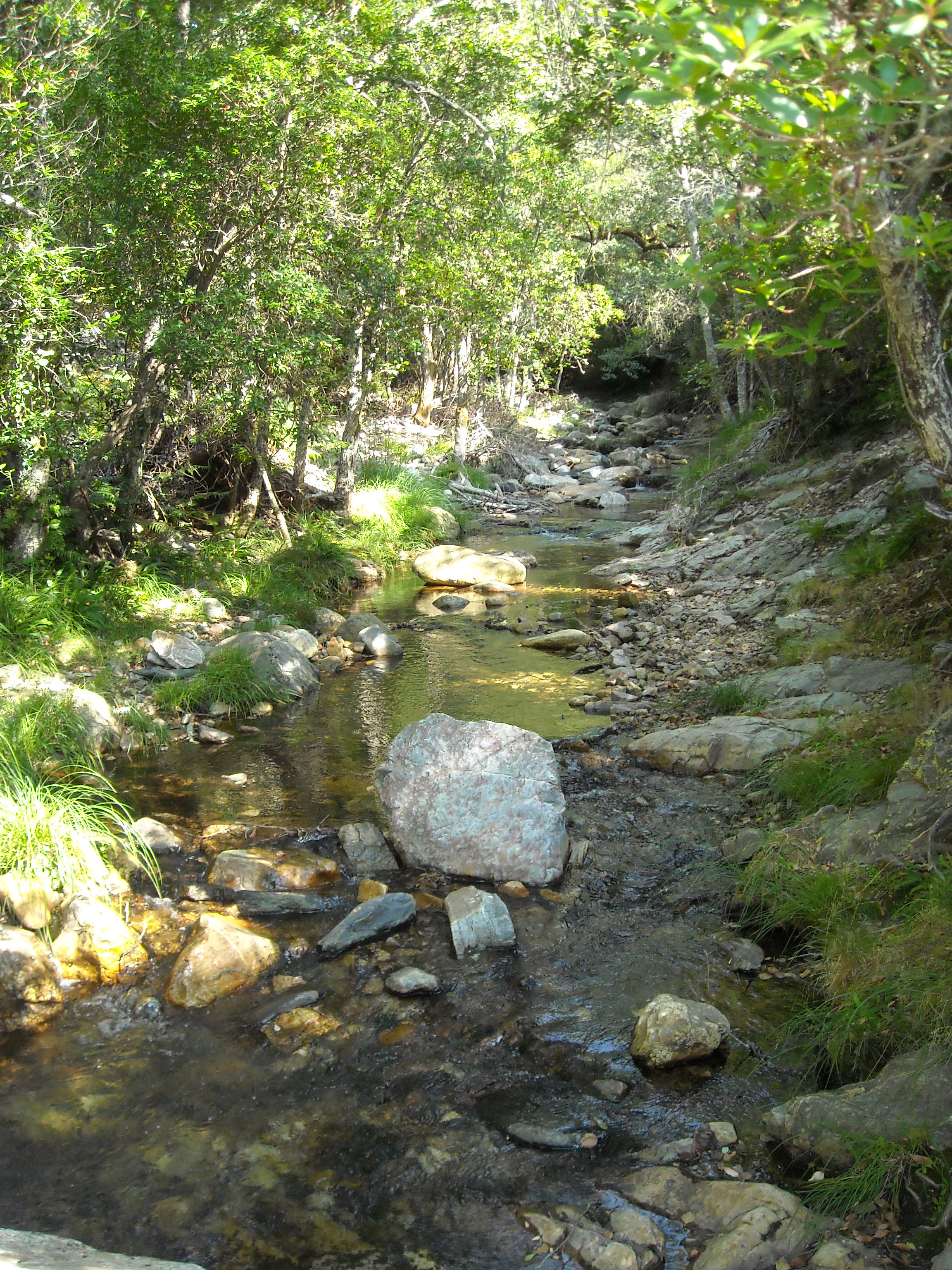
Rio Batuecas.
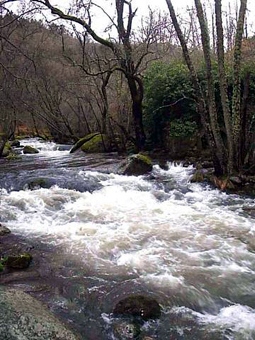
Rio Francia.

## Histoire

### Préhistoire
Le peuplement humain de la zone est assez ancien, comme le montrent six pressoirs en roche à Linares de Riofrío, un dolmen à Nava de Francia ou encore des peintures rupestres dans le Conchal de las Cabras Pintadas, dans Las Batuecas. On trouve aussi des vestiges à Cepeda, Santibáñez de la Sierra, Sotoserrano et La Alberca, montrant la présence de collines fortifiées précédant l'arrivée des Romain à l'emplacement actuel de ces villes.

### Époque romaine
La mine d'or de Las Cavenes, à El Cabaco, montre que la zone était peuplée et qu'il s'y déroulait une activité économique. La route qui traverse Santibáñez de la Sierra ainsi que les ponts de Sotoserrano et de de El Cabaco sont aussi de cette époque, renforçant cette idée.

### Époque wisigothique
Il est possible que les sculptures anthropomorphes ayant été retrouvées à Santibáñez de la Sierra datent de cette période, de même pour plusieurs morceaux d'ardoise ou de céramique, retrouvés à Cepeda et à Sotoserrano. La bataille supposée de Segoyuela, opposant les musulmans au roi wisigoth Rodéric, aurait eu lieu à cette période, et est à l'origine de la légende de la reine Quilama à Valero.

### Moyen Âge
Le roi Alphonse IX (1171-1230) mène des opérations de repopulation de la comarque afin de renforcer la frontière sud du royaume. Il crée donc le conseil de Miranda del Castañar, et bien que certaines villes restent en dehors de sa juridiction (comme Linares de Riofrío, El Maíllo, Pinedas ou La Alberca), la majorité de la comarque dépend de ce conseil. Ce sont majoritairement des personnes venant du nord de la péninsule ainsi que de France (principalement de Gascogne), ce qui explique le nom de cette sierra, mais aussi la présence de lieux ayant des noms aux consonances françaises, ou des noms de famille comme Bernal ou Gascón.
En 1188, Alphonse IX donne la commune de Herguijuela de la Sierra à l'archidiocèse de Saint-Jacques-de-Compostelle, lequel reçoit aussi en 1192 Sotoserrano. Il donne finalement en 1225 San Martín del Castañar à l'évêque de Salamanque.
C'est à la fin du Moyen Âge qu'un événement capital survient avec la découverte en 1434 par un pèlerin français de la sculpture de Notre-Dame du Rocher de France, transformant le sanctuaire en lieu de pèlerinage où peuvent se rendre des chrétiens sur le chemin de Saint-Jacques-de-Compostelle.

### Époque moderne et contemporaine
Le 19 septembre 1636, Philippe IV d'Espagne crée le marquisat de Valero pour Juan Manuel López de Zúñiga Sotomayor y Mendoza, comprenant les communes de Valero, Endrinal, San Miguel de Valero, Los Santos, Frades de la Sierra et El Tornadizo. En 1833, après une réforme d'organisation territoriale divisant l'Espagne en provinces et régions, la Sierra de Francia est incluse dans la province de Salamanque, dans l'ancienne région de León.
En 1940, La Alberca devient la première commune à être un ensemble historico-artistique en raison de la très bonne conservation de son centre-ville traditionnel ainsi que de son architecture.

## Démographie
Évolution démographique depuis 1900
| 1900   | 1910   | 1920   | 1930   | 1940   | 1950   | 1960   | 1970   | 1981   | 1991   | 2000   | 2005  | 2010  | 2012  | 2019  |
| ------ | ------ | ------ | ------ | ------ | ------ | ------ | ------ | ------ | ------ | ------ | ----- | ----- | ----- | ----- |
| 23 884 | 24 058 | 22 884 | 23 989 | 25 863 | 25 504 | 23 189 | 16 764 | 13 631 | 10 572 | 10 228 | 9 522 | 9 023 | 8 761 | 7 782 |

La répartition de la population des communes en fonction du nombre d'habitants est la suivante :
| Nombre de communes | 7 | 6 | 7 | 8 | 2 | 2 |

| Nombre de communes | 5 | 9 | 8 | 6 | 3 | 1 |

## Culture

### Architecture traditionnelle des maisonsserrana
La façade typique de la maison serrana est formée de blocs de granit au rez-de-chaussée et d'un chaînage de poutres en bois vertical et horizontal sur les étages supérieurs. Ce sont les éléments les plus caractéristiques du fronton. La technique du pisé, où les murs sont constitués d'un épais mélange de terre battue et de paille en torchis ou en terre compactée dans des coffrages en bois a été utilisée pour la composition de la structure de l'ensemble. Selon la richesse des habitants, la maison comprend un ou deux étages de hauteur. Dans la plupart des cas il y en a deux.
Sur les toits les sorties de cheminées sont souvent remplacées par une cruche cassée posée entre les tuiles et parfois l'évacuation de la fumée se fait directement par une tuile soulevée du toit. 
L'intérieur de l'habitation est organisé de façon particulière. La devanture du rez-de-chaussée comporte deux portes. Une donnant à un escalier menant aux pièces des étages supérieurs et une autre très large destinée à une salle multifonctionnelle qui est largement utilisée comme étable ou garage et parfois peut accueillir une petite cave.
Le premier étage consacré au logement est composé de deux ou plusieurs pièces avec leurs propres chambres. La plus grande dispose d'un salon avec vue sur la rue au travers d'un balcon.
Le deuxième étage est composé d'une autre chambre et de la cuisine. Au-dessus de la cuisine un espace de stockage est situé au-dessus de l'âtre et sert au séchage de la charcuterie (saucisse, chorizo, jambon…) et autres produits de réserve.

### Sport
La Sierra de Francia accueille une épreuve de trail connue sous le nom de carreras de Tres Valles (en français : la course des Trois Vallées), passant dans les vallées de l'Alagón, de l'Agadón et du Batuecas, trois rivières de la sierra. Un trail est organisé tous les deux ans durant le mois de mars, le départ et l'arrivée étant à La Alberca.

### Littérature
La fondation Santísimo Cristo de Arroyomuerto organise chaque année un concours de poésie ainsi qu'un concours de photographie sur le thème de la sierra, dont les œuvres ayant gagné sont réunies et publiées dans une anthologie. Un exemplaire de cette anthologie revient à un projet de la fondation, une bibliothèque thématique de la Sierra de Francia dans le village de San Miguel de Robledo, dont l'ancien nom est Arroyomuerto.

## Monuments et lieux d'intérêts
Les communes de La Alberca, Miranda del Castañar, Mogarraz, San Martín del Castañar et Sequeros sont connues comme centre historique dues à leur architecture serrana bien particulière. Autres villages pittoresques dignes d'intérêts sont Cepeda, Herguijuela de la Sierra, Las Casas del Conde, Madroñal, Monforte de la Sierra, Sotoserrano et Villanueva del Conde.

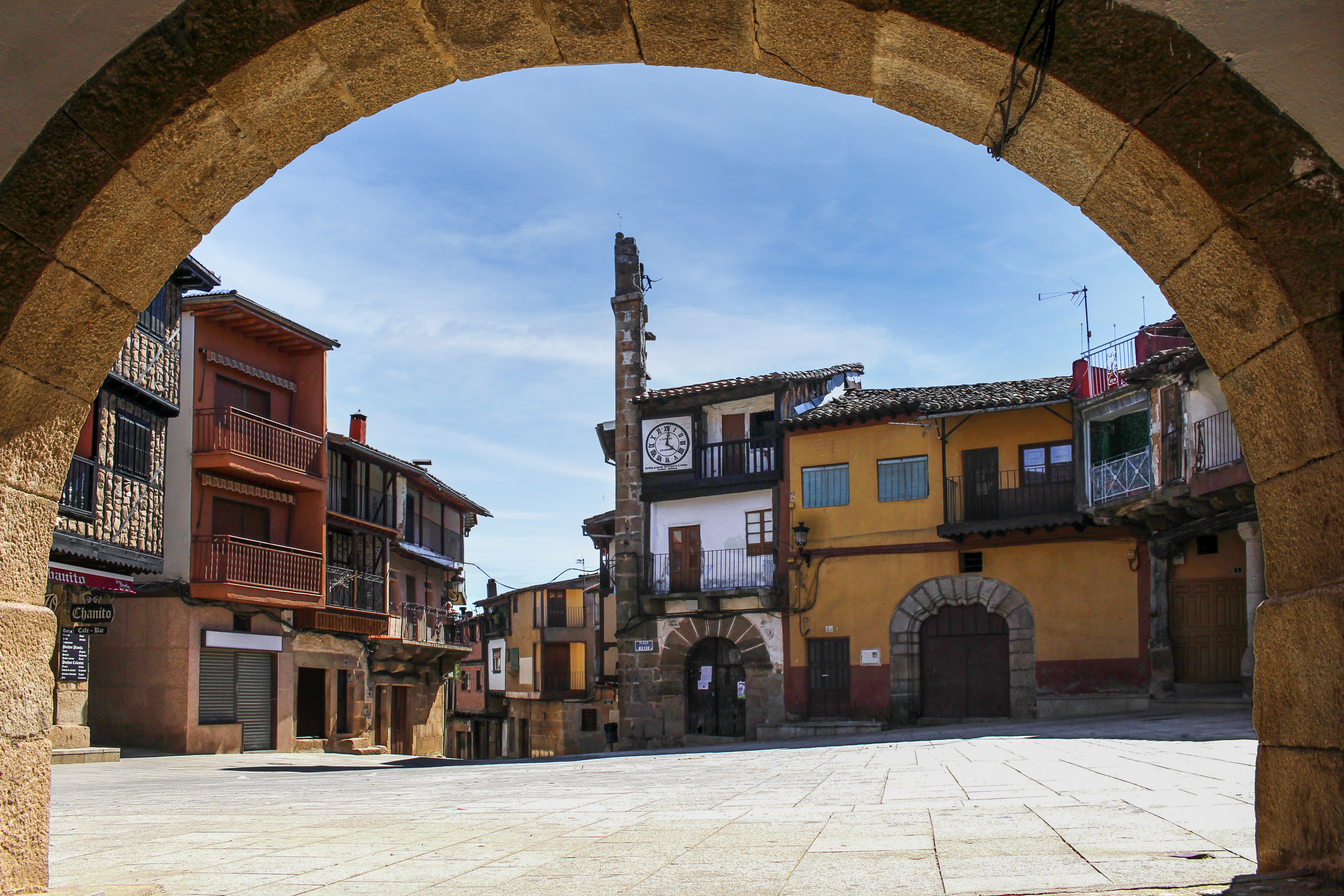
Sotoserrano.
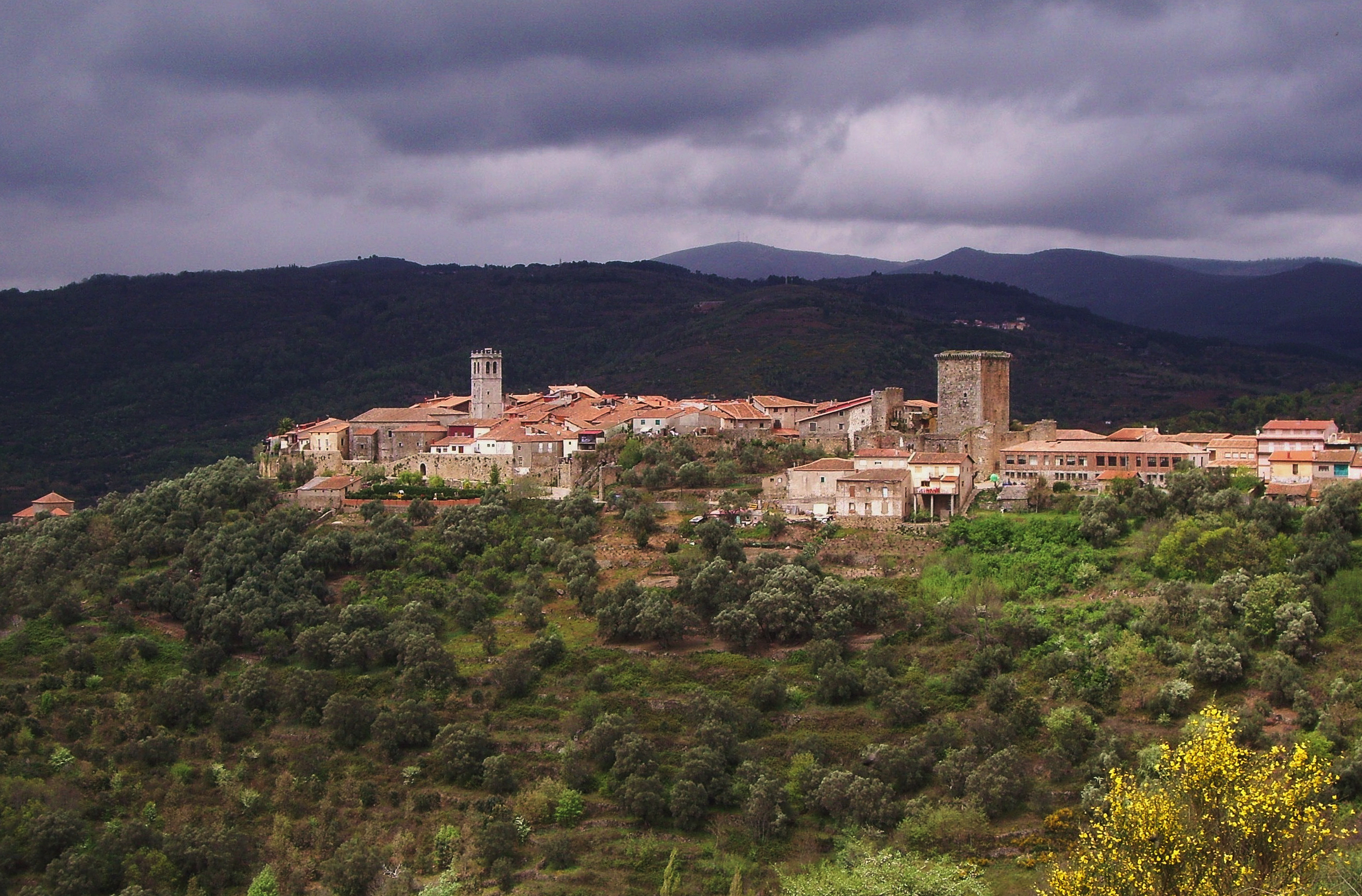
Miranda del Castañar.
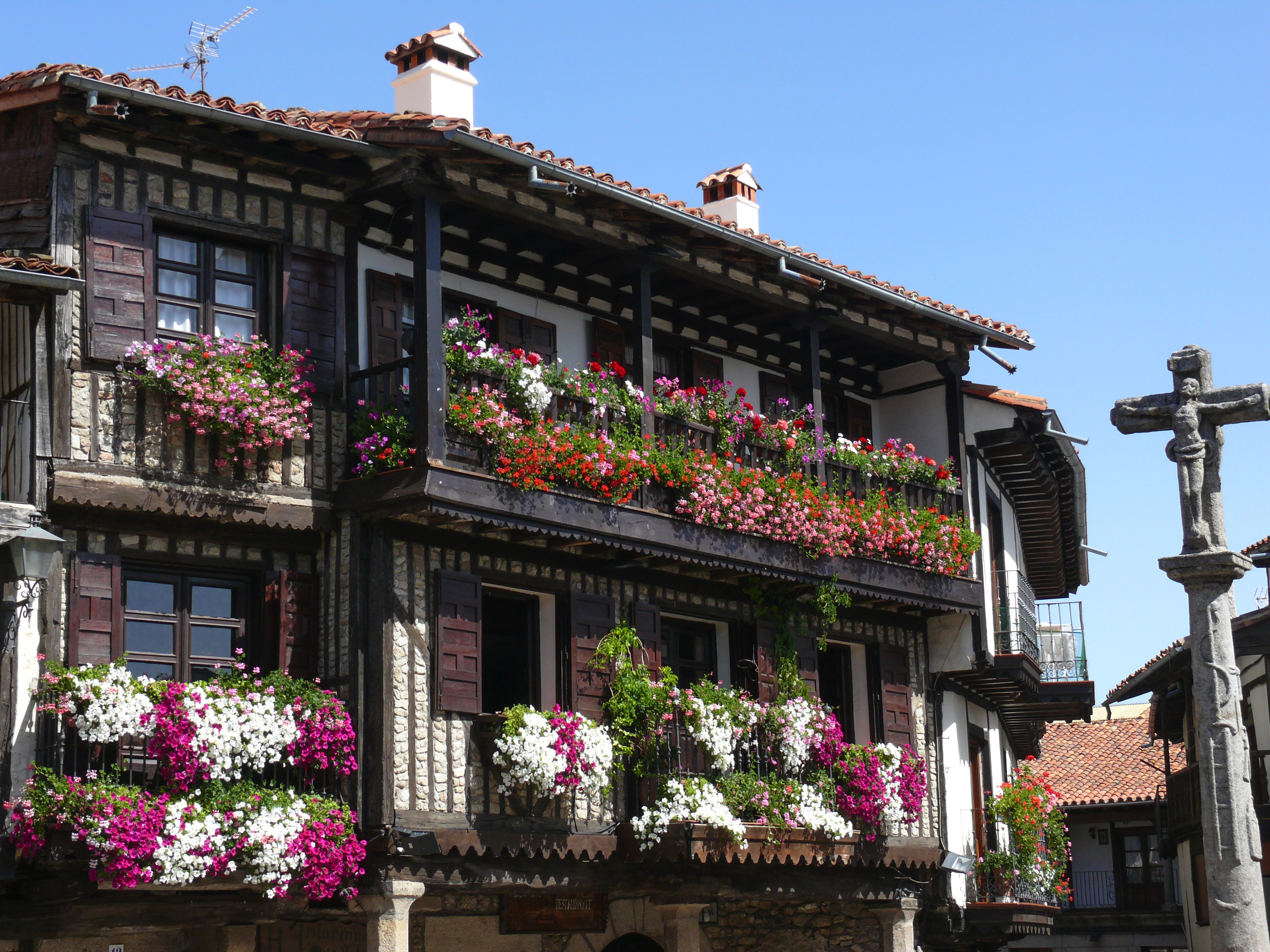
La Alberca.
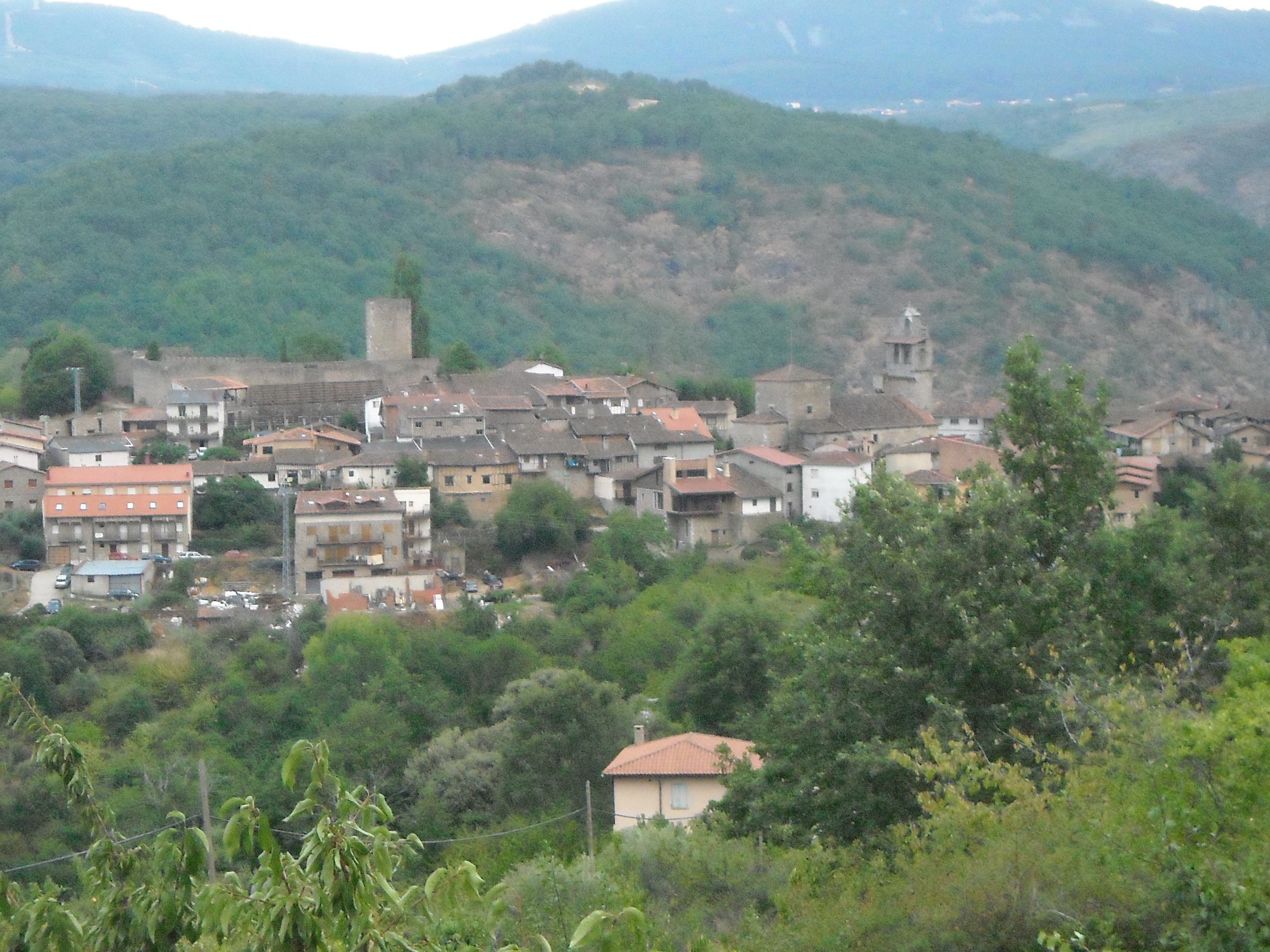
San Martín del Castañar.
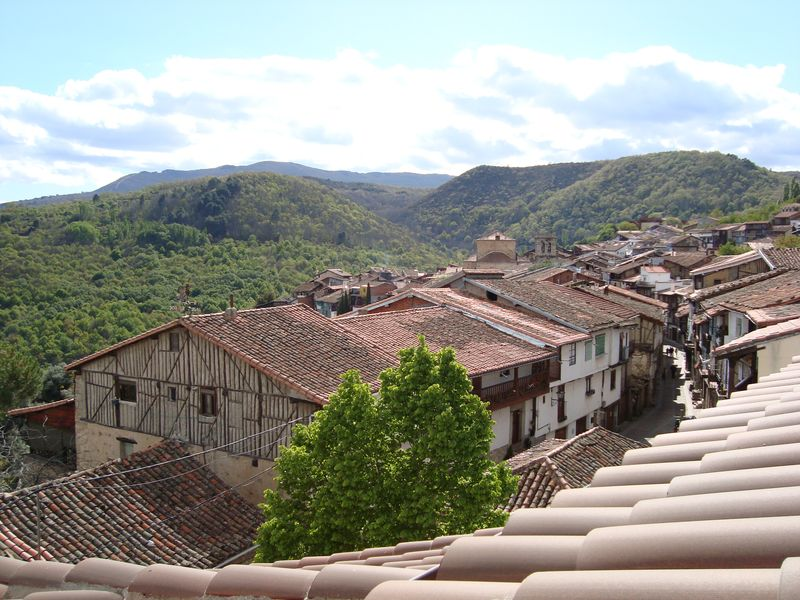
Mogarraz.
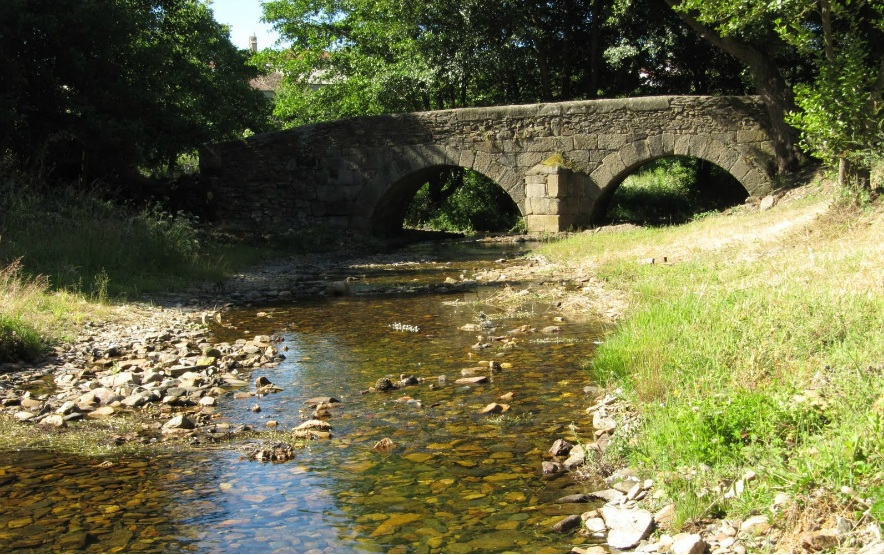
Cereceda de la Sierra.

Le tourisme vert est le point fort de la comarque avec tous les sentiers de randonnées (pédestres ou VTT) comme le GR 10 qui traverse le parc naturel de las Batuecas-Sierra de Francia d'est en ouest entre les villages de Sotoserrano et Monsagro, le camino del Agua sur Mogarraz, le camino de las Raices sur La Alberca et Monforte de la Sierra. 

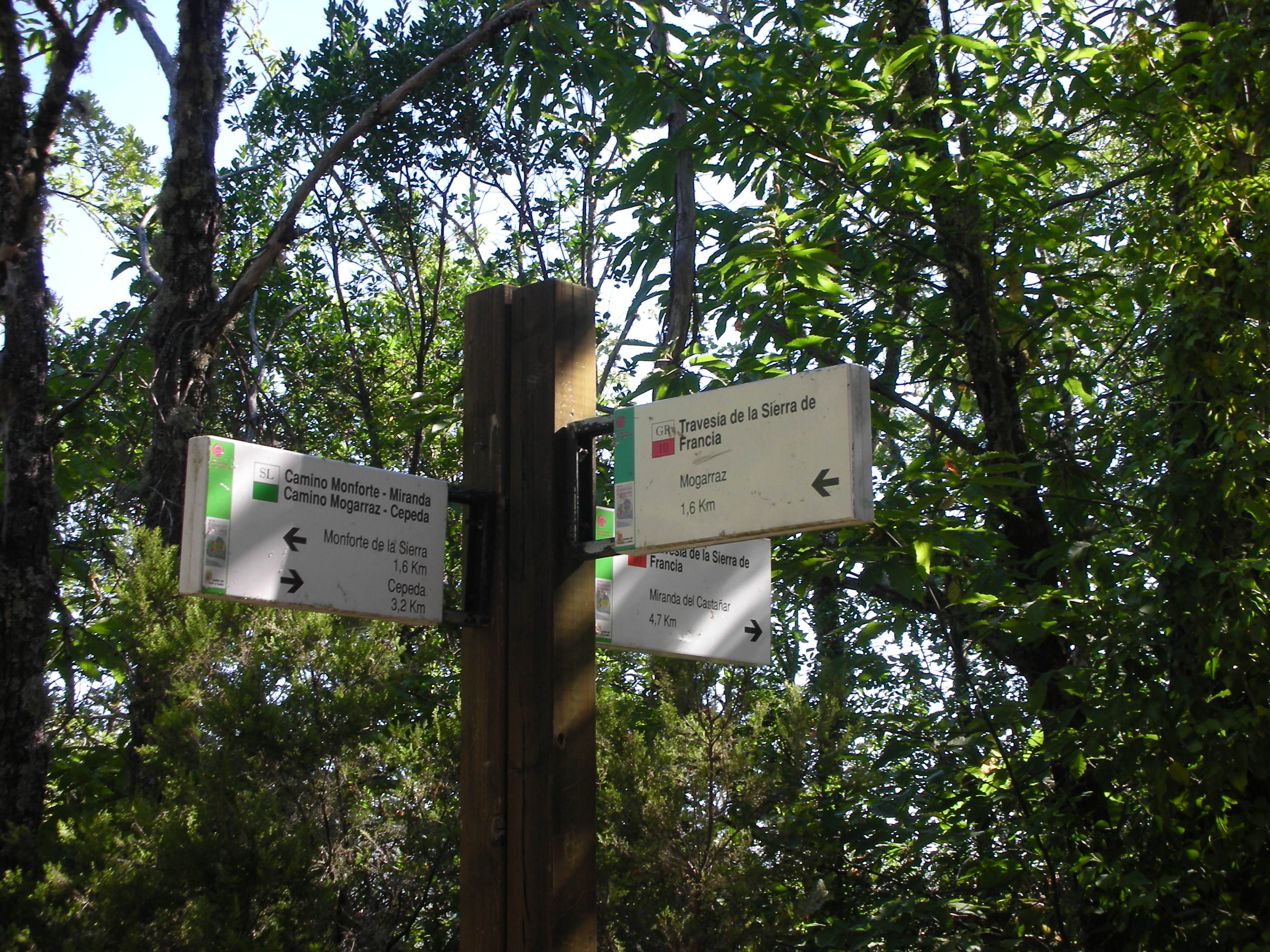
Panneaux de guidage des sentiers.
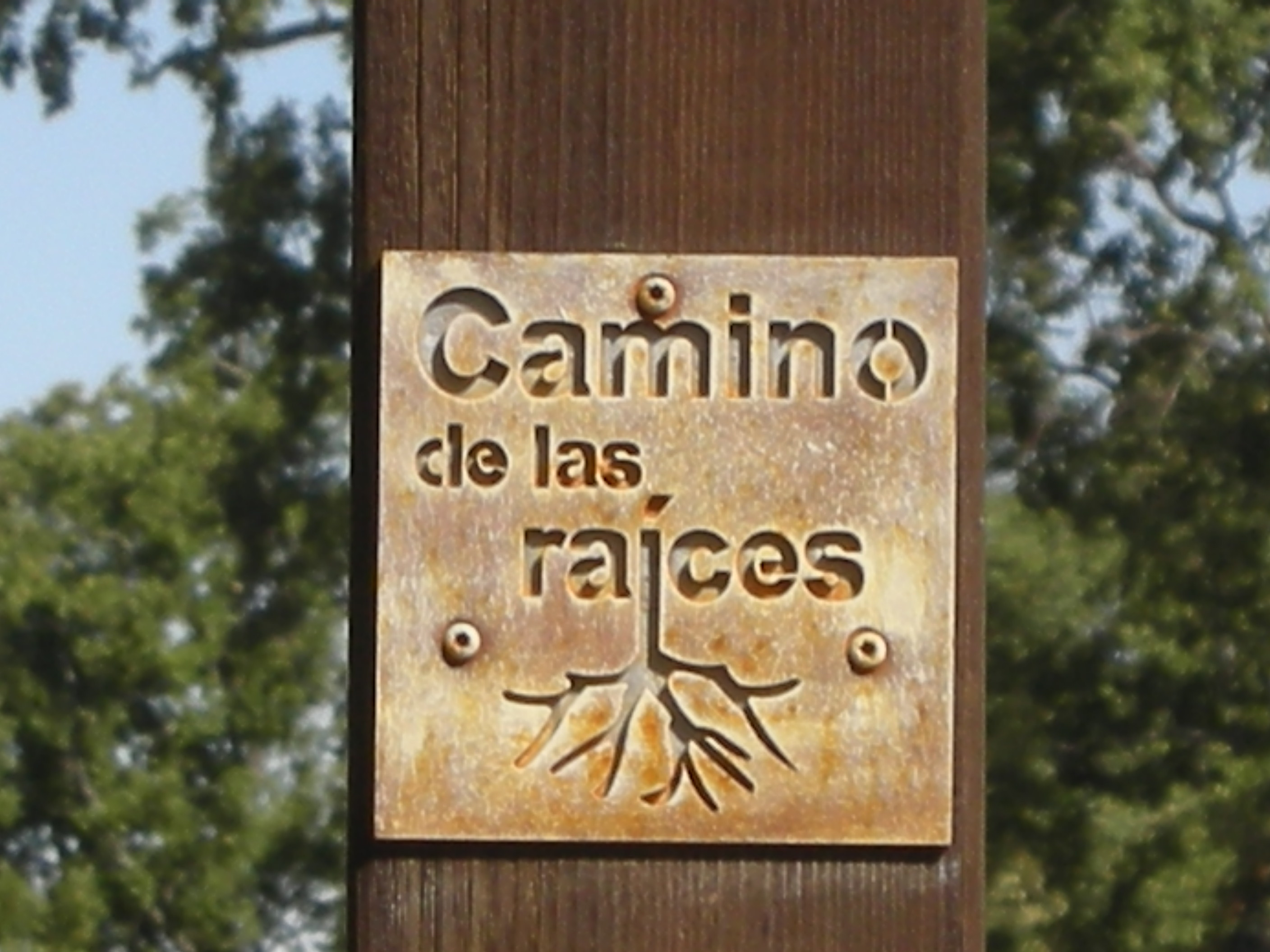
Balisage du Camino de las Raices.
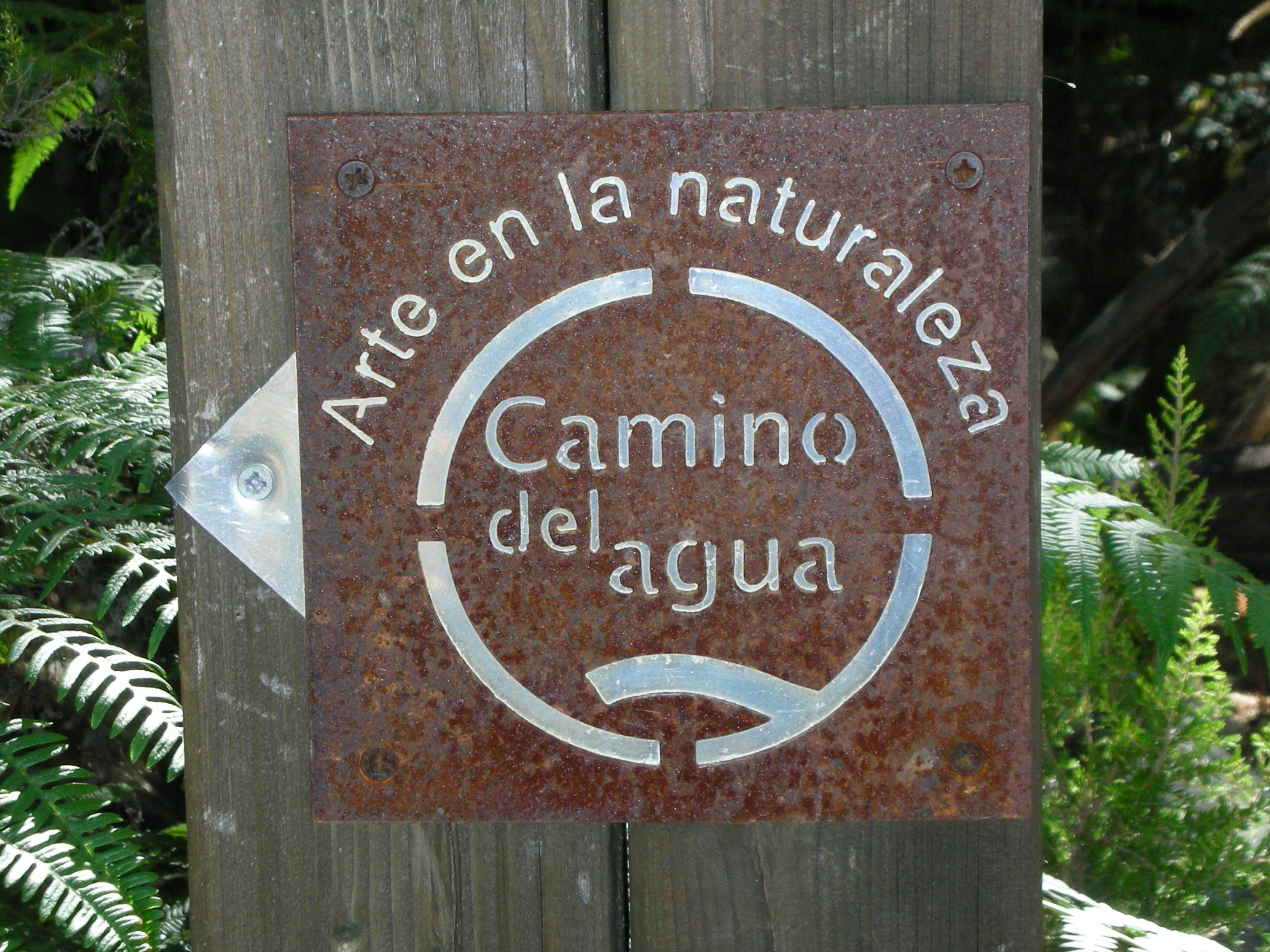
Balisage du Camino del Agua.